# Salvatore Lo Forte

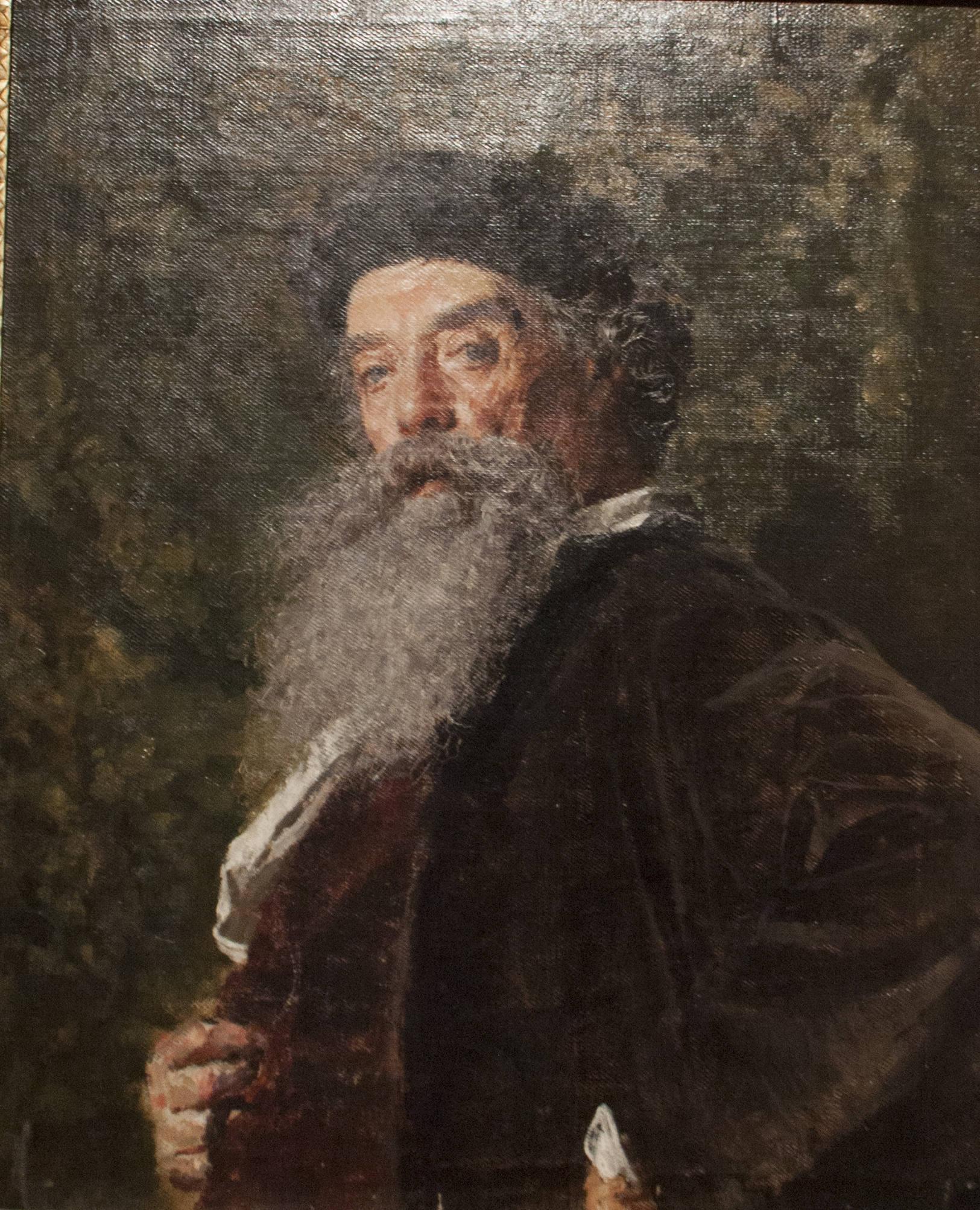
Salvatore Lo Forte

Salvatore Lo Forte (* 20. März 1804 in Palermo; † 10. Januar 1885 ebenda) war ein italienischer Maler des Spätklassizismus auf Sizilien.

## Leben
Zunächst Schüler von Vincenzo Riolo, besuchte Lo Forte anschließend die Accademia del Nudo in Palermo. Schließlich ging er mit einem Stipendium nach Rom, wo er ein Schüler von Vincenzo Camuccini wurde.
Wieder zurück in Palermo erhielt er 1827 einen Lehrstuhl an der Accademia del Nudo. Er schuf zahlreiche Porträts und Altarbilder.
Während seine Porträts gerühmt wurden, stießen seine meist in strengen akademisch-klassizistischem Stil gemalten Bilder für Kirchen häufig auf Kritik seiner Zeitgenossen.

## Werke (Auswahl)
- Chiesa di Sant’Ignazio all’Olivella (Palermo): “Der Heilige Nikolaus von Bari beruhigt den Sturm” (1852) sowie “Das Wunder des Seligen Valfrè”,  und mehrere Putten
- Chiesa San Filippo Neri (Messina): Der Selige Sebastiano Valfrè (1884)
- Klosterkirche der Benediktinerinnen (Adernò): Heiliger Benedikt
- Klarissenkloster (Noto): Die Heiligen Benedikt und Scholastica
- San Nicolò da Tolentino (Palermo): “Der Heilige Josef”
- Chiesa di Santa Maria del Bosco di Calatamauro: Maria, Augustinus und andere Heilige
- Galleria d’Arte Moderna (Palermo): Porträts “Bildnis eines Jungen Edelmannes” (1835–1845); “Bildnis Michele Pintacuda”  (um 1855); „Bildnis Signora Pintacuda“ (um 1855); zwei Porträts „Giuseppe Garibaldi“ (1860 und 1870)